# تالينغود
تالينغود أو بلدية تالينغود (بالتاغالوغية: Bayan ng Talaingod)‏ هي بلدية في مقاطعة دافاو ديل نورت، الفلبين. يبلغ عدد سكانها 28333 نسمة حسب تعداد 2020. تأسست المدينة بموجب القانون الجمهوري رقم 7081 في 29 يوليو 1991.

## جغرافية

### المناخ
| البيانات المناخية لـبلدية تالينغود | البيانات المناخية لـبلدية تالينغود | البيانات المناخية لـبلدية تالينغود | البيانات المناخية لـبلدية تالينغود | البيانات المناخية لـبلدية تالينغود | البيانات المناخية لـبلدية تالينغود | البيانات المناخية لـبلدية تالينغود | البيانات المناخية لـبلدية تالينغود | البيانات المناخية لـبلدية تالينغود | البيانات المناخية لـبلدية تالينغود | البيانات المناخية لـبلدية تالينغود | البيانات المناخية لـبلدية تالينغود | البيانات المناخية لـبلدية تالينغود | البيانات المناخية لـبلدية تالينغود |
| الشهر                              | يناير                              | فبراير                             | مارس                               | أبريل                              | مايو                               | يونيو                              | يوليو                              | أغسطس                              | سبتمبر                             | أكتوبر                             | نوفمبر                             | ديسمبر                             | المعدل السنوي                      |
| ---------------------------------- | ---------------------------------- | ---------------------------------- | ---------------------------------- | ---------------------------------- | ---------------------------------- | ---------------------------------- | ---------------------------------- | ---------------------------------- | ---------------------------------- | ---------------------------------- | ---------------------------------- | ---------------------------------- | ---------------------------------- |
| متوسط درجة الحرارة الكبرى °م (°ف)  | 28 (82)                            | 28 (82)                            | 29 (84)                            | 31 (88)                            | 31 (88)                            | 30 (86)                            | 30 (86)                            | 31 (88)                            | 31 (88)                            | 30 (86)                            | 30 (86)                            | 29 (84)                            | 30 (86)                            |
| متوسط درجة الحرارة الصغرى °م (°ف)  | 22 (72)                            | 22 (72)                            | 22 (72)                            | 22 (72)                            | 23 (73)                            | 23 (73)                            | 23 (73)                            | 23 (73)                            | 23 (73)                            | 23 (73)                            | 23 (73)                            | 23 (73)                            | 23 (73)                            |
| الهطول مم (إنش)                    | 63 (2.5)                           | 50 (2.0)                           | 35 (1.4)                           | 22 (0.9)                           | 47 (1.9)                           | 68 (2.7)                           | 51 (2.0)                           | 53 (2.1)                           | 49 (1.9)                           | 47 (1.9)                           | 39 (1.5)                           | 38 (1.5)                           | 562 (22.3)                         |
| متوسط الأيام الممطرة               | 15.0                               | 12.6                               | 10.4                               | 8.2                                | 18.8                               | 22.5                               | 21.2                               | 20.5                               | 20.3                               | 20.3                               | 14.4                               | 11.7                               | 195.9                              |
| المصدر: Meteoblue                  |                                    |                                    |                                    |                                    |                                    |                                    |                                    |                                    |                                    |                                    |                                    |                                    |                                    |

## روابط خارجية
- ملف Talaingod الشخصي في مؤشر التنافسية للمدن والبلديات DTI
- معلومات التعداد الفلبينية
- نظام إدارة أداء الحكم المحلي نسخة محفوظة 25 أبريل 2012 على موقع واي باك مشين.